# Paul Alan Cox

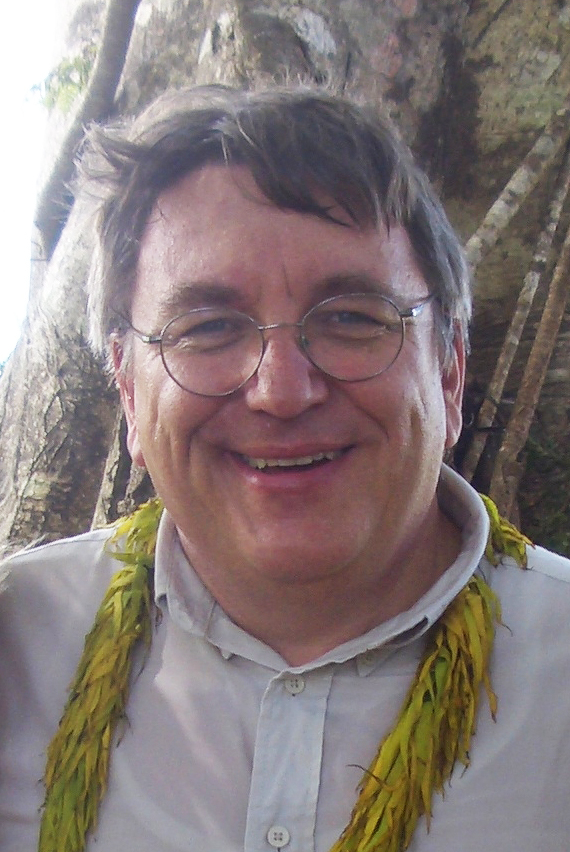
Paul Alan Cox

Paul Alan Cox (Salt Lake City 1953) is een Amerikaanse botanicus en ecoloog. Hij is gespecialiseerd in etnobotanie van eilanden, ecologie van planten op eilanden, etnische geneeskunde en medicinale planten. Hij studeerde botanie en filosofie aan de Brigham Young University. Aan de University of Wales behaalde hij een M.Sc. in de ecologie. Aan de Harvard University behaalde hij zijn M.A. en Ph.D. in de biologie. 
Cox is actief (geweest) aan de University of California, Berkeley, de Melbourne University, de Uppsala universitet, de Sveriges lantbruksuniversitet, de Brigham Young University (decaan geweest), de University of Hawaii en de University of Illinois. Hij was van 1998 tot 2004 directeur van de National Tropical Botanical Garden. 
Cox toonde in onderzoek aan dat de hoge incidentie van neurodegeneratieve ziekten als de ziekte van Alzheimer, amyotrofe laterale sclerose en de ziekte van Parkinson  bij de inheemse Chamorro's op Guam (lytico-bodig) te wijten was aan het neurotoxine bèta-Methylamino-L-alanine (BMAA). De Chamorro's kregen dit binnen na het eten van vleermuizen, die zich hadden gevoed met zaden van palmvarens. Hierbij zijn cyanobacteriën verantwoordelijk voor de productie van het neurotoxine. Dit onderzoek publiceerde Cox in het tijdschrift Proceedings of the National Academy of Sciences.
Cox is directeur van het Institute of Ethnomedicine in Jackson (Wyoming). Hij is lid van de Society for Economic Botany (voorzitter in 1994) en de International Society for Ethnopharmacology (waarvan hij ook voorzitter was). Hij is de oprichter en voorzitter van Seacolgy, een natuurbeschermingsorganisatie die zich onder meer richt op het behoud van regenwouden, culturen en koraalriffen op en bij eilanden in de wereld. Hij is voorzitter van de raad van advies van het National Park of American Samoa, waarvan hij betrokken was bij de oprichting. Tevens diende hij in de besturen van de AIDS Research Alliance, Center for Plant Conservation en de Hawaii Reserves.
Cox is de (mede)auteur van meer dan 150 wetenschappelijke artikelen en drie boeken. Het boek Plants, People, and Culture: The Science of Ethnobotany (1996) van Michael Balick en Cox is in het Nederlands vertaald als Etnobotanie: De rol van planten in de menselijke cultuur (1998). Een ander boek van Cox' hand is Nafanua: Saving the Samoan Rainforest (1997), dat in het Duits, Japans en Samoaans is vertaald. Samen met Sandra A. Banack is Cox de auteur van Islands, Plants and Polynesians: An Introduction to Polynesian Ethnobotany (edities in 1991 en 2003).  
Van de Harvard University kreeg Cox tweemaal de Bowdoin Prize in Literature. Hij ontving een 'D.Sc. Honoris Causa' (eredoctoraat) van de University of Guelph. In 1997 noemde het Amerikaanse weekblad Time Cox een van de elf 'Heroes of Medicine', vanwege zijn onderzoek naar medicinale planten. In 1997 kreeg hij de Goldman Environmental Prize voor zijn inspanningen ten behoeve van het behoud van regenwouden op Samoa. Met senator Tom Harkin deelde hij de Rachel Carson Award. Van Ronald Reagan kreeg Cox de National Science Foundation Presidential Young Investigator Award.